# Bokermannohyla carvalhoi
Espèce
Synonymes
- Hyla carvalhoi Peixoto, 1981

Statut de conservation UICN

 LC  : Préoccupation mineure
Bokermannohyla carvalhoi est une espèce d'amphibiens de la famille des Hylidae.

## Répartition
Cette espèce est endémique de l'État de Rio de Janeiro au Brésil. Elle se rencontre dans la Serra dos Órgãos,.

## Étymologie
Cette espèce est nommée en l'honneur d'Antenor Leitão de Carvalho.

## Publication originale
- Peixoto, 1981 : Nova espécie de Hyla da Serra dos Orgãos, Estado do Rio de Janeiro, Brasil (Amphibia, Anura, Hylidae). Revista Brasileira de Biologia, vol. 41, no 3, p. 515-520.